# Phare de New Pier
Le phare de New Pier est un petit phare situé sur la nouvelle jetée du port de Castletown (Île de Man) face à celui d'Irish Quay.
Le phare est géré par les autorités portuaires.

## Histoire
C'est une tourelle cylindrique en pierre de 7 m de haut avec un dôme construite en 1849. L'édifice est peint en blanc avec une bande horizontale rouge.
La lumière est émise par une fenêtre : c'est un flash rouge de 2 secondes toutes les 13 secondes.